# 上海市民办中芯学校
上海市民办中芯学校（英語：Shanghai SMIC Private School），又名中芯学校或上海中芯学校，是位于中国上海张江高科技园区的一所私立男女同校的K-12学校。2021年12月27日，上海市民办中芯学校英文部正式更名为上海市民办中芯学校国际部。

## 简介
上海市民办中芯学校由中芯国际出资于2001年创立，建校之初仅有学生200余名，中外教师30余名。到2009年已有1450多名学生。该学校曾获得西部学校和学院协会和以及上海市浦东新区教育局的认可，并于2009年12月被授予“中国优秀私立小学和初中/高中”称号。东亚地区学校理事会  
学校校园由四部分组成——幼儿园、小学部低年级（美语中班至3年级）、小学部高年级（4、5年级）以及中学部。学校占地面积约7万平方米，建筑面积23200平方米。 绿化面积达50%以上。学校拥有400米标准运动场及满足教学需要的室内体育馆、多功能阶梯教室、计算机室、美术教室、音乐教室、泥塑教室和物理、化学实验室等各种实践教学教室。学校拥有中、外文藏书达12万册的图书馆，

## 沿革
- 2001年9月，在中芯国际集成电路制造有限公司创始人张汝京的倡导下，为了解决中芯集团内部台籍人员子女在上海就学问题而创办了一所十二年一贯制的学校，即上海市民办中芯学校。故中芯学校起初仅为中芯集团内部子女学校。
- 2004年9月，上海市民办中芯学校开始面向社会招生。
- 2021年12月27日，上海市民办中芯学校英文部正式更名为上海市民办中芯学校国际部，仅招收具有外国国籍的学生。

## 结构
| 中文部 （Chinese Track）               | 国际部 （International Division）    | 语言中心（CIC） | 中芯幼儿园         |
| -------------------------------------- | ------------------------------------ | --------------- | ------------------ |
| 教务处                                 | 教务处（Office of Academic Affairs） | 教务处          | 本部幼儿园（张江） |
| 德育处                                 | 德育处（Office of Student Affairs）  | 小学中文部      | 唐镇幼儿园         |
| 小学                                   | 小学（Elementary）                   | 中学中文部      | 盛大幼儿园         |
| 初中                                   | 初中（Middle School）                | 小学国际部      |                    |
| 高中                                   | 高中（High School）                  | 中学国际部      |                    |
| 高中出国留学班（Going Abroad Program） | 美语大班（Kindergarten）             |                 |                    |

## 历任校董
| 姓名             | 在任时期  | 职位                   |
| ---------------- | --------- | ---------------------- |
| 胡淑光（创始人） | 2001-2016 | 上海市民办中芯学校校董 |
| 周宪明           | 2016-2018 | 上海市民办中芯学校校董 |
| 庄小凤           | 2018-至今 | 上海市民办中芯学校校董 |

## 荣誉
- 2009年，获得由中国教育发展基金会暨中国民办教育协会颁发的“优秀民办中小学”称号。
- 2014年，获得由中国民办教育协会颁发的“办学特色示范学校”称号。
- 2015年，时任校董的胡淑光博士获上海市“白玉兰纪念奖”。
- 2017年，获上海市红十字会颁发的“人道博爱奖”集体奖。
- 2019年，中芯幼儿园被评为上海市民办优质园、上海市第二批依法治校示范校。

## 资质
- 2018年4月，正式加入东亚海外学校联合会(EARCOS)。
- 2016年7月，上海市民办中芯学校英文部（后更名为“上海市民办中芯学校国际部”）得到美国西部学院和学校协会(WASC)认证。

## 姐妹学校
- 北京市中芯学校

## 社会关注
- 2018年，学校發生2018年上海中芯学校食品安全事件。在来访学生家长对自助餐厅進行一次无意间的到访时发现了发霉的蔬菜，过期的调味料以及标有未来生产日期的食物，經過調查學校的食堂承包商Eurest（金巴斯集團子公司）違規供应过期和不合格食品。[5] [6]由于这一事件，学校校长朱荣林和另外两名行政工作人员被解雇，學校終止與Eurest的合作。 [7]

- 2019年，学校的八年级寒假作業被發現有一篇名為Mommy's Washcloth的淫秽文章，该文章提到一个孩子看到父亲与女仆发生婚外口交。[8] 事件披露後，寒假作業的出版商出面道歉并解雇了編寫寒假作業的编辑。 [9] 上海浦东新区教育局則宣佈对中芯学校予以行政处罚，确定中芯学校年检不合格，核减年度招生计划並责令中芯学校董事会对校长等3名责任人给予行政记过、免去职务等处分[10]。

- 2022年，上海封城期间，学校高中部足球场草皮因超过两月未经打理而出现“风吹草低见牛羊”的景象，相关图片及视频经网络快速传播。[11][12]

## 教职员工
- 庄小凤（现任校董，上海市徐汇区教育局原局长）[13]
- 凯利·赖丁斯博士（总校长，WASC委员会成员）[14]